# Henry Hallam
Henry Hallam (Windsor, 9 luglio 1777 – Penshurst, 21 gennaio 1859) è stato uno storico inglese.

## Biografia

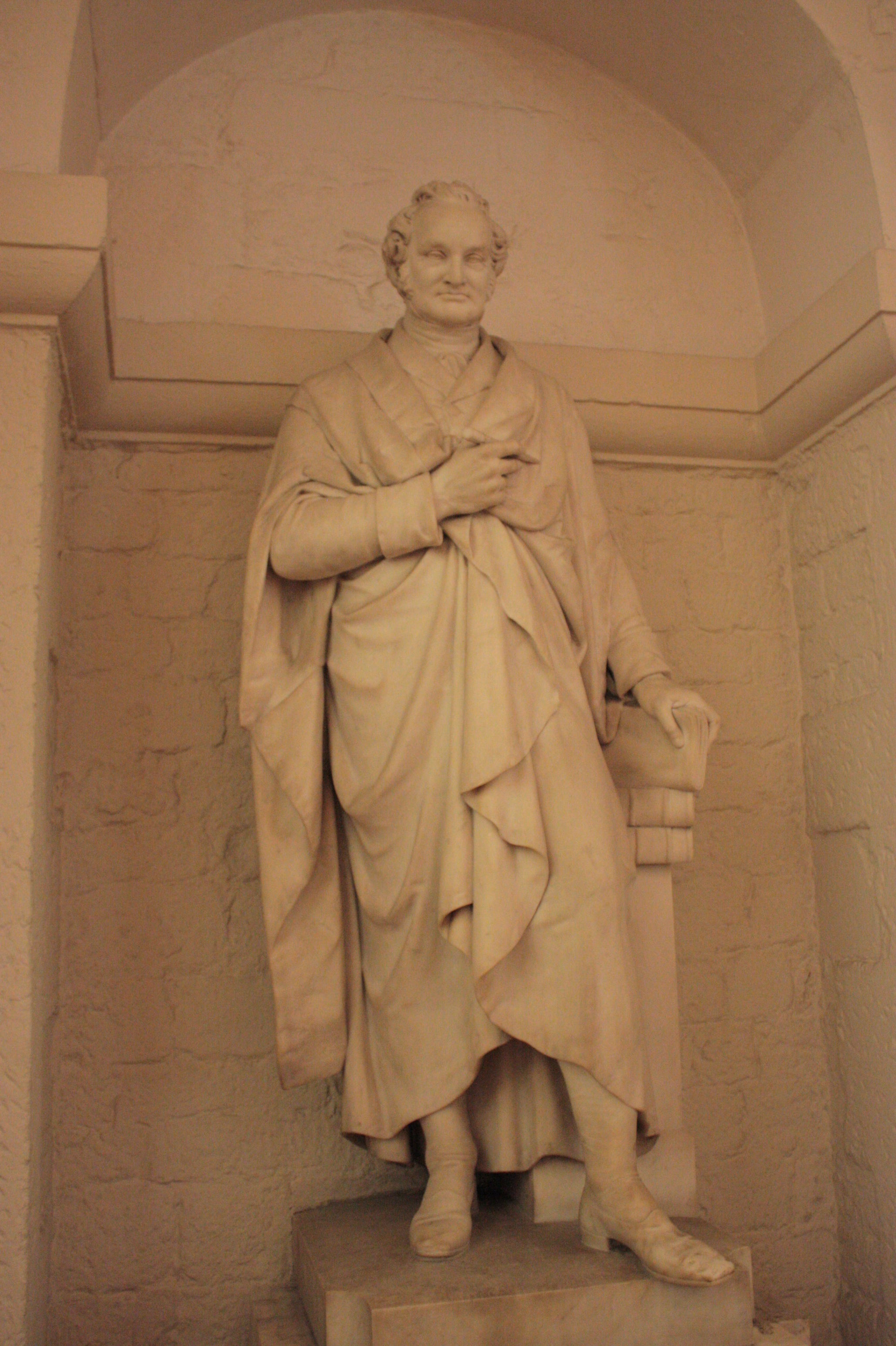
Londra: monumento funebre di Hallam

Nato nel 1777 a Windsor, cittadina del Berkshire, sede dell'omonimo castello della famiglia reale britannica, dopo aver studiato a Eton e a Oxford, entrò nell'ordine degli avvocati. La morte del padre, avvenuta nel 1812, e il patrimonio ereditato, gli consentirono di abbandonare la professione per dedicarsi agli studi.
Seguendo le orme del connazionale, il grande storico del Settecento Edward Gibbon, autore dell'imponente The History of the Decline and Fall of the Roman Empire, Hallam improntò le sue opere, tradotte e pubblicate più volte, fino ad anni recenti, a rigore e attento esame delle fonti, privilegiando gli aspetti scientifici sulla qualità stilistica della descrizione dei fatti, ma, nonostante il rigore, nella sua The constitutional history of England (1827) traspare un orientamento puritano che in parte gli veniva dalle tradizioni familiari. In politica fu un progressista moderato (whig).
Morì nel 1859, a ottantuno anni, a Penshurst, un villaggio del distretto di Sevenoaks, nel Kent. Un suo monumento funebre si trova all'interno della cattedrale anglicana di San Paolo a Londra. Il figlio, Arthur Henry (1811-1833), fu un poeta, la cui memoria è spesso associata all'opera In Memoriam A.H.H., una serie di liriche composte dall'amico Alfred Tennyson, dopo la sua prematura scomparsa.

## Opere
- View of the state of Europe during the Middle ages, 3 voll., London, John Murray, 1818.
- The constitutional history of England from the accession of Henry VII to the death of George II, 4 voll., London, John Murray, 1827.
- Introduction to the literature of Europe in the 15th, 16th and 17th centuries, London, Ward, Lock & Co, [1837-1839?].

### Edizioni in lingua italiana
- L' Europa nel Medio Evo, traduzione di Marco Leoni, Lugano, 5 voll., coi tipi di G. Ruggia e comp., 1829-1831.
- Storia costituzionale di Inghilterra. Dal cominciamento del regno di Enrico VII alla morte di Giorgio II, prima traduzione italiana dall'originale inglese di Vito D'Ondes Reggio, 4 voll., Torino, Pomba [poi] Unione tipografica editrice torinese, 1854-1855.